# Émilien (usurpateur)
Pour les articles homonymes, voir Émilien (homonymie).
Émilien, (en latin :  Lucius Mussius Aemilianus), est un usurpateur romain qui vivait au IIIe siècle de notre ère. 
Il tyrannisait l’Égypte, dont il était gouverneur depuis 259, lorsque, une révolte populaire ayant eu lieu, il se fit proclamer empereur pour gagner les troupes et étouffer la sédition. Mais l’empereur Gallien envoya contre lui Théodote, qui le prit et le fit étrangler dans sa prison avant 262.